# Hinlopensundet

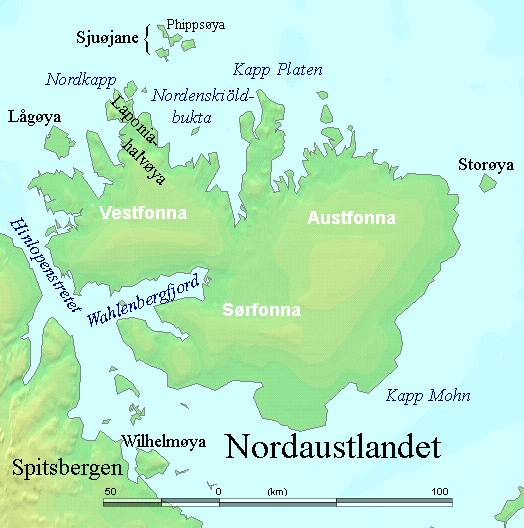
Lägeskarta

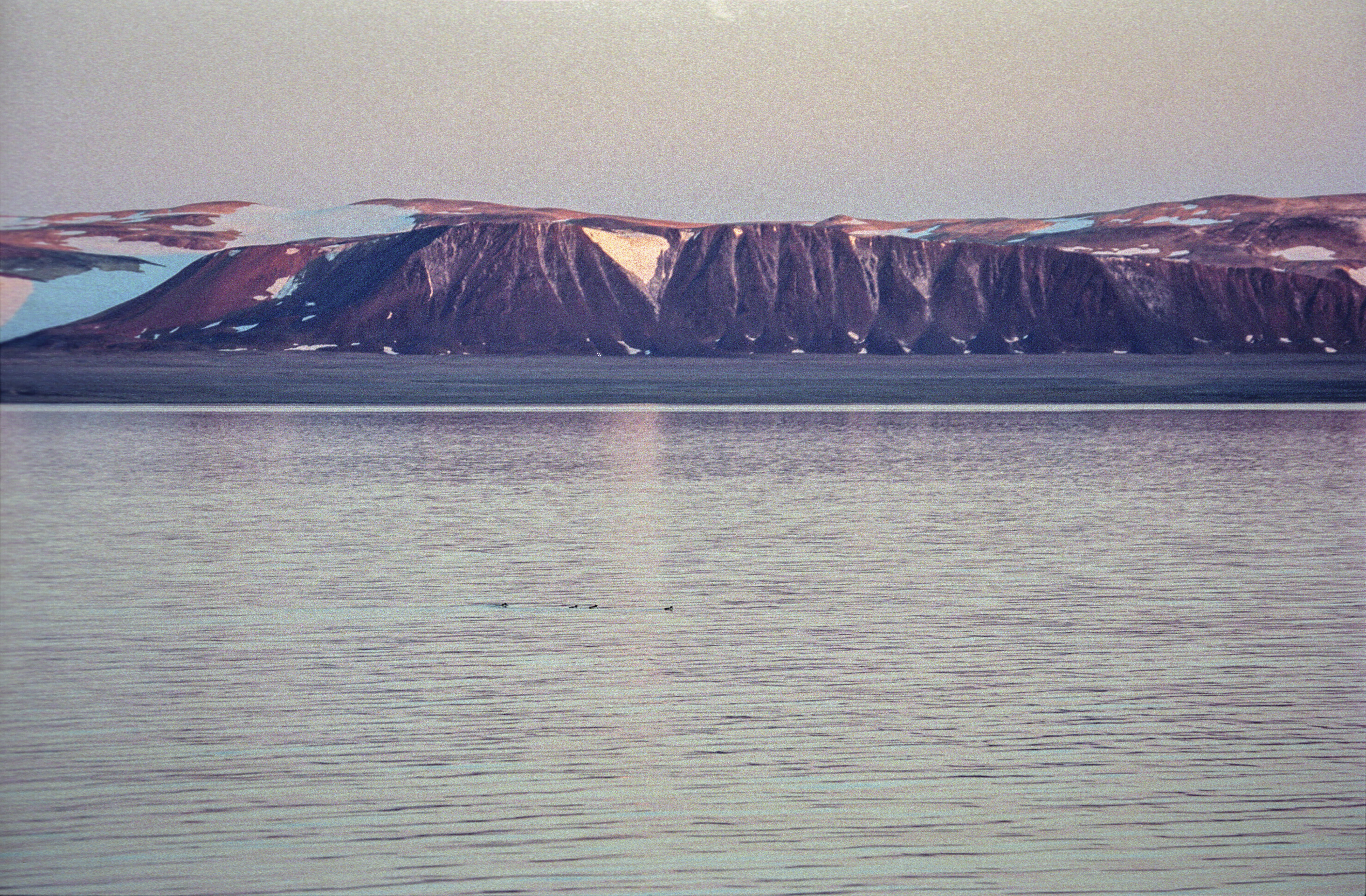
Hinlopensundet

Hinlopensundet (norska: Hinlopenstretet) är ett stort sund i nordöstra Svalbard i Barents hav i Norra ishavet.

## Geografi
Hinlopensundet ligger cirka 150 km nordöst om Longyearbyen och löper mellan Spetsbergens östra kust och Nordaustlandets västra kust.
Sundet är cirka 160 km långt med en bredd på mellan cirka 9 till 50 km. I sundets södra del ligger även några öar däribland de större Vaigattøyane, Wilhelmøya, Bastianøyane, Fosterøyane och Rönnbeckøyane.

## Historia
Området namngavs troligen efter holländske Thymen Jacobsz Hinlopen som var en av ägarna till handelskompaniet "Noordsche Compagnie".
Området förekommer första gången på en karta år 1617 ritad av holländske Valk och Schenk och kallas då Waygat. Namnet Hinlopen används första gången år 1662 på en karta ritad av Blaeu.
1827 kartlade brittiske sjöofficeren Foster sundet under en expedition under ledning av William Edward Parry. Fosters mätningar stämde väl överens med en karta från 1714 utarbetad av holländske Cornelis Giles och Outger Rep.
1864 räddade Adolf Erik Nordenskiöld under sin tredje Svalbardexpedition några nödställda valfångare i sundet.
Under 1800-talet och 1900-talet besöktes Hinlopensundet av en rad forskningsexpeditioner, däribland den Svensk-ryska gradmätningsexpeditionen åren 1899-1902 som övervintrade vid Crozierpynten i sundets nordvästra del.
Under det Internationella Polaråret 1957-1958 drev Sverige en meteorologisk forskningsstation vid Kinnvika i Murchinsonfjorden i sundets norra inlopp.